# Кайнар (Карасайский район)
Кайнар (каз. Қайнар) — село в Карасайском районе Алматинской области Казахстана. Входит в состав Первомайского сельского округа. Код КАТО — 195249200.

## Население
В 1999 году население села составляло 1526 человек (771 мужчина и 755 женщин). По данным переписи 2009 года, в селе проживало 1359 человек (657 мужчин и 702 женщины).

## История
В 1945 году Опытная станция  картофелеводства.
С 1956 г. ВАСХНИЛ.